# Cuhureștii de Sus
Cuhureștii de Sus è un comune della Moldavia situato nel distretto di Florești di 2.441 abitanti al censimento del 2004

## Località
Il comune è formato dall'insieme delle seguenti località (popolazione 2004):
- Cuhureștii de Sus (1.621 abitanti)
- Nicolaevca (248 abitanti)
- Unchiteștii (451 abitanti)
- Unchitești, loc, st, c, f, (121 abitanti)